# Alsace d’abord
Alsace d’abord (deutsch „Das Elsass zuerst“) ist eine regionalistische Partei im politischen Spektrum der Rechten im Elsass.

## Geschichte
1989 gründete Robert Spieler die Alsace d’abord und wurde ihr Parteivorsitzender. Bis zu diesem Jahr war er Parteimitglied des französischen Front National (FN) gewesen, aus dem er wegen dessen antieuropäischer Positionen austrat.
Die Partei erreichte bei den Wahlen 1992 rund 6 % und 2 Sitze bzw. 1998 5,9 % und 9 Sitze. 2004 erreichte Alsace d’abord ihr bislang bestes Ergebnis mit 9,42 % der Wählerstimmen, kam aber wegen des neuen Wahlverfahrens nicht in den zweiten Wahlgang, der nur Parteien mit über 10 % offensteht.
Alsace d’abord pflegt Kontakte zu Parteien wie dem Vlaams Belang in Belgien oder der italienischen Lega Nord.
Mit ihren Werbekampagnen geriet die Partei immer wieder in die Schlagzeilen. Auf einem Wahlplakat wurde beispielsweise eine geknebelte Frau in Elsässer Tracht abgebildet.
Bis 2008 war Robert Spieler Vorsitzender der Partei, die er dann verließ, um die neue Sammelbewegung Nouvelle Droite populaire aufzubauen. Sein Nachfolger wurde der Mitbegründer Jacques Cordonnier, der ankündigte, sich den „grundlegenden und regionalistischen Werten der Partei“ anzunähern. Seither näherte sich die Partei der Identitären Bewegung an und wurde auf deren Konvention in Orange im November 2009 Mitglied des Bloc identitaire.

## Parteiprogramm
Das Programm der Partei ist eher bürgerlich-konservativ gehalten, wird jedoch wegen seiner scharfen Töne in den Bereichen Sicherheit und Einwanderung dem Rechtspopulismus oder Rechtsextremismus zugeordnet. Es betont vor allem den Wert der Identität, die anders als beim FN nicht nur als nationale, sondern dreifach als regionale (elsässische), nationale und europäische definiert wird. Alsace d’abord erklärt dies in seiner Charta wie folgt:
„Als Elsässer durch Abstammung oder Aufnahme erklären wir unsere Verbundenheit mit der elsässischen, französischen und europäischen Identität unserer Region. Diese Identität begründet sich auf unserer doppelten Kultur, französisch und alemannisch. Unsere Identität ist durch kulturelle Vereinheitlichung, das Vergessen unserer Wurzeln und die Pervertierung unserer Werte bedroht. Sie ist auch durch die außereuropäische Einwanderung bedroht.“
« Alsaciens d’origine ou d’adoption, nous affirmons notre attachement à l’identité alsacienne, française et européenne de notre région. »::« Cette identité se fonde sur notre double culture, française et alémanique. Notre identité est menacée par l’uniformisation culturelle, l’oubli de nos racines et la perversion de nos valeurs. Elle est aussi menacée par l’immigration non européenne. »
Diese soll unter anderem durch die Förderung der Zweisprachigkeit (Deutsch und Französisch) sowie eine finanzielle und steuerliche Autonomie des Elsass wieder gefördert und gegen eine mutmaßliche Bedrohung durch außereuropäische Einwanderung und die Ausbreitung des Islam („Islamisierung“), insbesondere des radikalen Islamismus, verteidigt werden. Aufgrund der Geschichte des Elsass unterstützt das Parteiprogramm eine vertiefte Europäische Union, jedoch ohne die Türkei.

## Wahlergebnisse bei den elsässischen Regionalwahlen
- 1992: 6 % – 2 Sitze
- 1998: 5,9 % – 3 Sitze – Ein Abgeordneter trat aus der Fraktion aus, 7 des MNR schlossen sich ihr hingegen an.
- 2004: 9,4 % – keine Sitze
- 2010: 5 % – keine Sitze

Anmerkung: Durch eine Wahlrechtsreform im Jahr 2003 wurde die Sperrklausel bei Regionalwahlen von 5 auf 10 % angehoben.
Seit 2009 besitzt Alsace d’abord keine Mandatsträger auf lokaler Ebene mehr.

## Wichtige Parteimitglieder
Die Abgeordneten im Conseil régional (1998–2004) waren:
- Robert Spieler, Präsident von Alsace d’abord
- Jacques Cordonnier, Generalsekretär von Alsace d’abord
- Stéphane Bourhis, Sprecher von Alsace d’abord, Stadtrat von Hönheim (Département Bas-Rhin)
- Christian Chaton, Stadtrat von Sainte-Marie-aux-Mines (Markirch)
- René Weess
- Denis Kipfer, Stellvertreter des Bürgermeisters von Rammersmatt
- Théo Klein, Mitglied der Fraktion Alsace d’abord im Conseil régional des Elsass
- Jean-Marie Schneider, Stadtrat von Cernay (Sennheim)
- Alain Voelckel, Stadtrat von Bischwiller (Bischweiler), General (cr), Kommandeur der Ehrenlegion

Andere wichtige Mitglieder sind:
- Anne Kling, ehem. Mitglied im Europarat, Präsidentin der Organisation „Frauen für Straßburg“ („Femmes pour Strasbourg“), Präsidentin des Vereins „Wir verteidigen unsere Identität“ („Défendons notre identité“)
- Catherine Wackermann, Funktionärin der Vereinigung
- Fabrice Lauffenburger, Vorsitzender der Jugendorganisation „Alsace d’abord Jeunes“
- Chantal Spieler von „Elsass Solidarität“ (Solidarité alsacienne)
- Alexandre Messerlin, Stadtrat und Bürgermeister von Elbach (Ellbach)
- Albert Schmitter, Bürgermeister von Schirrhoffen (Schürhofen)